# قنطريون بني
القنطريون البني أو قنطريون أسمر أو قَنْطرْيون أقْحُواني (الاسم العلمي: Centaurea jacea) هو نوع نباتي ينتمي إلى جنس القنطريون من الفصيلة النجمية.

## الموئل والانتشار
ينتشر في المغرب العربي وكل مناطق أوروبا.